# القندس (رواية)
القندس رواية للكاتب السعودي محمد حسن علوان، صدرت عام 2013، وتأهلت إلى القائمة القصيرة للجائزة العالمية للرواية العربية في نفس العام.

## القصة
خلال الرحلة من مدينة الرياض في السعودية ومدينة بورتلند في الولايات المتحدة، يخوض بطل الرواية «غالب الوجزي» رحلة عكسية في تاريخ عائلته يمر خلالها بسيرة ثلاثة أجيال من تاريخ أسرة «الوجزي» التي نشأ في كنفها نشأة مأزومة بين أبوين منفصلين وإخوة لا يجمع بينهم إلا حيطان البيت. يفر «غالب» من مدينته في خيبة الأربعين إلى مدينة بعيدة في هجرة اختيارية يحاول أثناءها ترميم ذاكرته بالقصص المبتورة مستعينا بحيوان القندس (والذي اتى منه اسم الرواية)الذي رافقه أثناء رحلات صيد السمك على ضفة نهر ويلامت.